# Michael Redgrave
Michael Scudamore Redgrave (20. března 1908 Bristol – 21. března 1985 Denham) byl anglický herec a režisér.
Jeho rodiče byli herci Roy Redgrave a Margaret Scudamoreová. Vystudoval Univerzitu v Cambridgi a učil na Cranleigh School. V roce 1934 získal první herecké angažmá v Liverpool Playhouse a od roku 1936 působil v londýnském divadle Old Vic. V roce 1951 se stal členem Royal Shakespeare Company. Vynikl především v klasickém repertoáru (William Shakespeare, Anton Pavlovič Čechov, Henrik Ibsen), kde uplatnil své intelektuální herectví i urostlou postavu. V letech 1958 a 1963 získal Evening Standard Theatre Awards. V roce 1959 byl povýšen do rytířského stavu.
Již v roce 1937 vystupoval v televizi jako Romeo a v roce 1938 ho Alfred Hitchcock obsadil do hlavní mužské role filmu Zmizení staré dámy. Po druhé světové válce působil také v Hollywoodu a v roce 1947 byl nominován na Oscara za nejlepší mužský herecký výkon v hlavní roli za roli Orina Mannona ve filmu Smutek sluší Elektře. V roce 1951 získal cenu pro nejlepšího herce na Filmovém festivalu v Cannes za výkon v hlavní roli filmu Anthonyho Asquitha Profesor odchází. Úspěch měl také v roli průvodce televizním dokumentárním seriálem Velká válka.
Psal také poezii a divadelní hry, vydal autobiografii a knihu o herectví Mask or Face: Reflections in an Actor's Mirror. Zdramatizoval knihu Henryho Jamese The Aspern Papers.
Jeho manželkou byla herečka Rachel Kempsonová. Měli tři děti, všechny se stali herci: Vanessa Redgrave, Corin Redgrave a Lynn Redgrave. Zemřel den po svých 77. narozeninách na Parkinsonovu chorobu.
Ve Farnhamu v hrabství Surrey po něm bylo pojmenováno divadlo Redgrave Theatre.